# حسینعلی بیات
حسینعلی بیات (زاده ۱۳۰۰ - درگذشته ۲۲ فروردین ۱۳۵۸)، سیاست‌مدار و نظامی ایرانی دوره پهلوی و آخرین نماینده زنجان در مجلس شورای ملی بود.

## اتهامات
- سرکوب کردن عشایر خوزستان
- عامل کشتار مردم کردستان در سال‌های ۱۳۴۷–۱۳۴۶